# Andriej Naumow
Andriej Zinowjewicz Naumow, ros. Андрей Зиновьевич Наумов (ur. 7 listopada?/19 listopada 1891 we wsi Czistopolskije w Tatarstanie w Rosji, zm. 19 kwietnia 1950 w ZSRR) – generał major Armii Czerwonej, członek Rosyjskiej Robotniczej Partii Ludowej i niemieckiej Organizacji Todta podczas II wojny światowej.

## Życiorys
W 1911 roku został zmobilizowany do armii rosyjskiej. Brał udział w I wojnie światowej jako podoficer. Był dowódcą plutonu. 25 kwietnia 1918 roku wstąpił do Armii Czerwonej. Walczył z białymi adm. Aleksandra Kołczaka na froncie wschodnim jako dowódca plutonu. Po zakończeniu wojny domowej dowodził kompanią, a następnie batalionem. W roku 1926 ukończył szkołę dowódczą piechoty w Moskwie i w 1931 został zastępcą dowódcy jednego z pułków strzeleckich. W 1932 roku przeszedł kursy dowódcze „Wystrieł”, po czym objął dowództwo jednego z pułków strzeleckich. W roku 1938 został zastępcą dowódcy 13 Dagestańskiej Dywizji Strzelców na Białorusi, zaś 10 lutego 1939 roku – dowódcą tej dywizji w stopniu kombryga. 4 czerwca 1940 roku awansował na generała majora.
W połowie września 1941 roku pod Osipowiczami dostał się do niewoli niemieckiej przy próbie wyjścia z okrążenia i został osadzony w obozie jenieckim w rejonie Mińska. Latem 1942 roku przeniesiono go do obozu w Hammelburgu w Bawarii, gdzie podjął kolaborację z Niemcami. Wstąpił do Rosyjskiej Robotniczej Partii Ludowej. Prowadził agitację antysowiecką i werbunek do kolaboracyjnych oddziałów wojskowych. Donosił też komendanturze obozu o nastrojach panujących wśród jeńców wojennych wiernych ZSRR. Od października 1942 roku pracował na rzecz Organizacji Todta. Od stycznia 1945 roku przebywał w obozie w Norymberdze i w pierwszych dniach maja tego roku został oswobodzony przez Amerykanów.
Trafił do sowieckiej misji repatriacyjnej w Paryżu, a stamtąd po miesiącu przewieziono go do Moskwy, gdzie został aresztowany przez NKWD. Po procesie został skazany na karę śmierci i rozstrzelany 19 kwietnia 1950 roku.